# 一時雇用
| 雇用形態                           | 万人  |
| ---------------------------------- | ----- |
| 役員                               | 335   |
| 期間の定めのない労働契約           | 3,728 |
| 1年以上の有期契約                  | 451   |
| 1か月～1年未満の有期契約（臨時雇） | 763   |
| 1か月未満の有期契約（日雇い）      | 15    |
| 期間がわからない                   | 239   |

OECD定義による各国の一時雇用者の割合

一時雇用（いちじこよう、英: Temporary employment）、臨時雇用（りんじこよう）とは、固定期間契約のもとで仕事を行う雇用形態である。常時雇用の対義語。
経済協力開発機構（OECD）は、「一時的雇用」として有期雇用契約（Fixed-term contract）、派遣労働者（Temporary Agency Work）、仕事ベースの雇用（Contracts for a specific task）、休業中の労働者の代替要員（Replace contracts）、季節労働（Seasonal work）、呼び出し労働（On-call work）、日雇い労働（Daily work）、有給の訓練（徒弟などTrainees）、公的雇用創出プログラムの雇用（Persons in job creation schemes）を含める。
イギリスのBritish Household Panel Survey（BHPS）では、「一時雇用」には季節労働（Seasonal work）、有期雇用契約（Fixed term contract）、派遣労働(Agency tempting)、臨時・日雇い労働(Casual)、その他(Others)を含めている。
EU諸国では、「一時雇用」は雇用期間の終了の時期や条件が雇用契約に明示されている雇用形態と定義され、季節労働や派遣労働のほか訓練雇用などもこれに含む。
日本の労働力調査では、1年以内の雇用期間の労働者を「臨時・日雇い」、1年を超えるまたは期間の定めのない労働者を「常用労働者」と定義しているため、他国の統計よりも一時雇用の割合が低く出ることがある。

## 紹介会社
一時雇用エージェンシー（temporary work agency, temp agency）、労働者派遣会社（temporary staffing firm）とは、これら一時雇用の労働者を派遣・仲介する事業である。国際労働条約181号においては、この事業を許可もしくは届出制とするよう規制している。

## 統計

OECD定義による一時雇用の割合推移